# Enjoy Yourself
Enjoy Yourself er det andet studiealbum af den australske sangerinde Kylie Minogue. Albummet blev udgivet i oktober 1989 og modtog blandede anmeldelser. Albummet nåede førstepladsen i Storbritannien og solgte over en million eksemplarer i de første ti uger af udgivelsen.

## Udgivelse
Efter den kommercielle succes af hendes debutalbum Kylie i 1988 begyndte Minogue optage hendes andet album i London i februar 1989. Indspilningerne var også i april og juli 1989. Den coverversion af "Tears on My Pillow" blev en af de sidste sange indspillet til albummet.
Enjoy Yourself nåede førstepladsen på UK Albums Chart, blev certificeret med dobbeltplatin og solgt over 600.000 eksemplarer. Albummet nåede nummer ni i Australien og blev certificeret platin på udgivelse. Albummet har solgt over 5 millioner eksemplarer på verdensplan. Albummet nåede også førstepladsen i Hong Kong og Irland, og nåede Top 10 i Belgien, Danmark, Grækenland og Japan.

## Singler
Den første dingle "Hand on Your Heart" nåede førstepladsen på UK Singles Chart og nummer fire på ARIA Charts. Den anden single "Wouldn't Change a Thing" nåede andenpladsen i Storbritannien og var ledsaget af hendes første musikvideo filmet i Storbritannien. Den tredje single "Never Too Late" var oprindeligt planlagt til at blive frigivet som eneste kandidat. Sangen blev Minogues ottende single på UK Singles Chart og nåede nummer fire. Den fjerde single "Tears on My Pillow" blev indspillet for filmen The Delinquents og er en coverversion. Sangen nåede nummer to i Storbritannien og førstepladsen næste uge.

## Sporliste
1. "Hand on Your Heart" – 3:54
2. "Wouldn't Change a Thing" – 3:17
3. "Never Too Late" – 3:27
4. "Nothing to Lose" – 3:24
5. "Tell Tale Signs" – 2:28
6. "My Secret Heart" – 2:42
7. "I'm Over Dreaming (Over You)" – 3:27
8. "Tears on My Pillow" – 2:33
9. "Heaven and Earth" – 3:47
10. "Enjoy Yourself" – 3:46

## Hitlister
| Hitliste                         | Placering |
| -------------------------------- | --------- |
| Australien (ARIA Charts)         | 9         |
| Belgien (Ultratop)               | 3         |
| Danmark (Tracklisten)            | 10        |
| Tyskland (Media Control Charts)  | 33        |
| Irland (Irish Albums Chart)      | 5         |
| Japan (Oricon)                   | 5         |
| New Zealand (RIANZ)              | 6         |
| Schweiz (Schweizer Hitparade)    | 13        |
| Sverige (Sverigetopplistan)      | 33        |
| Storbritannien (UK Albums Chart) | 1         |

## Salg og certificering
| Land                 | Certificering | Salg      |
| -------------------- | ------------- | --------- |
| Australien (ARIA)    | Platina       | 70.000    |
| Storbritannien (BPI) | 4× Platina    | 1.200.000 |
| Frankrig (SNEP)      | Guld          | 100.000   |
| Schweiz (IFPI)       | Guld          | 25.000    |